# فالدوستا
فالدوستا (بالإنجليزية: Valdosta, Georgia)‏ هي مدينة تقع في مقاطعة لاونديز، جورجيا بولاية جورجيا في الولايات المتحدة. تبلغ مساحة هذه المدينة 78.4 (كم²)، وترتفع عن سطح البحر 67 م، بلغ عدد سكانها 54518 نسمة في عام 2010 حسب إحصاء مكتب تعداد الولايات المتحدة.

## معرض صور

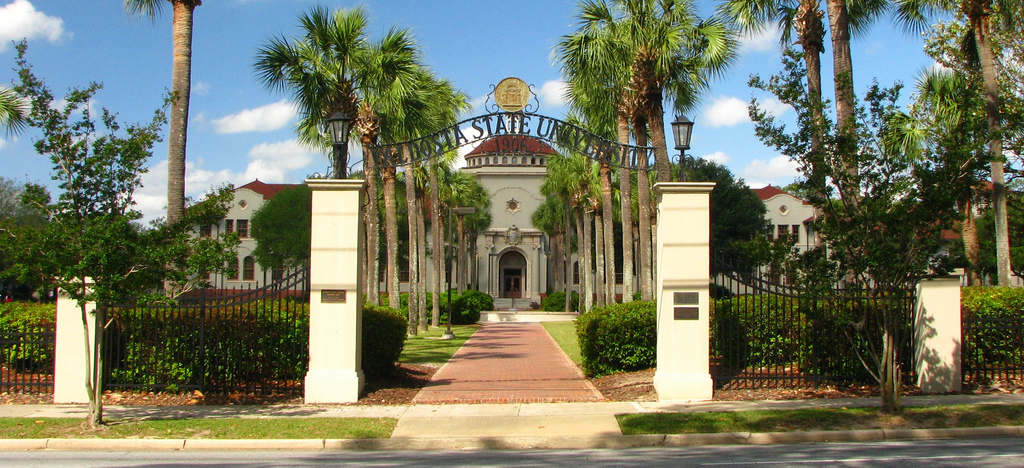
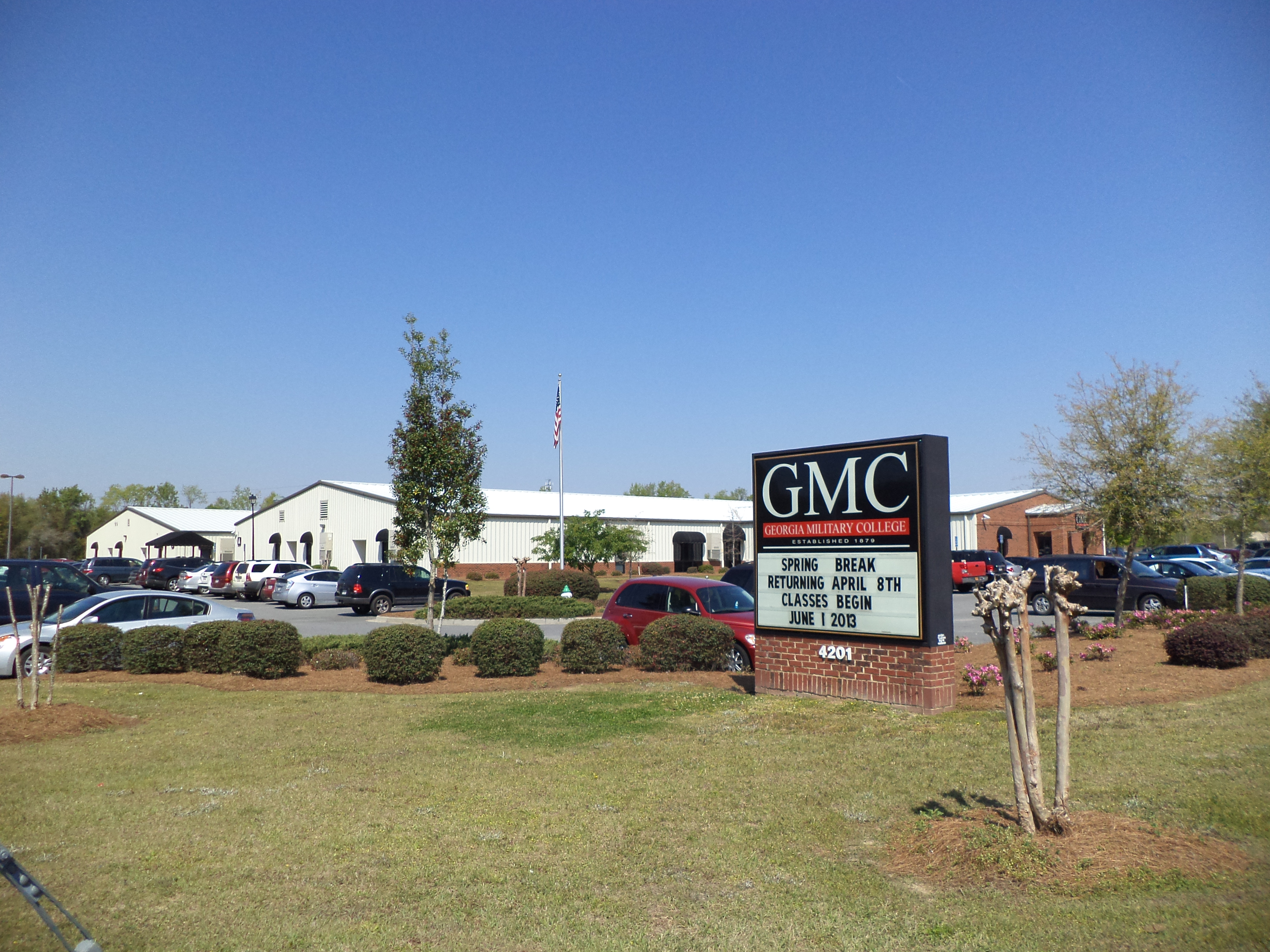
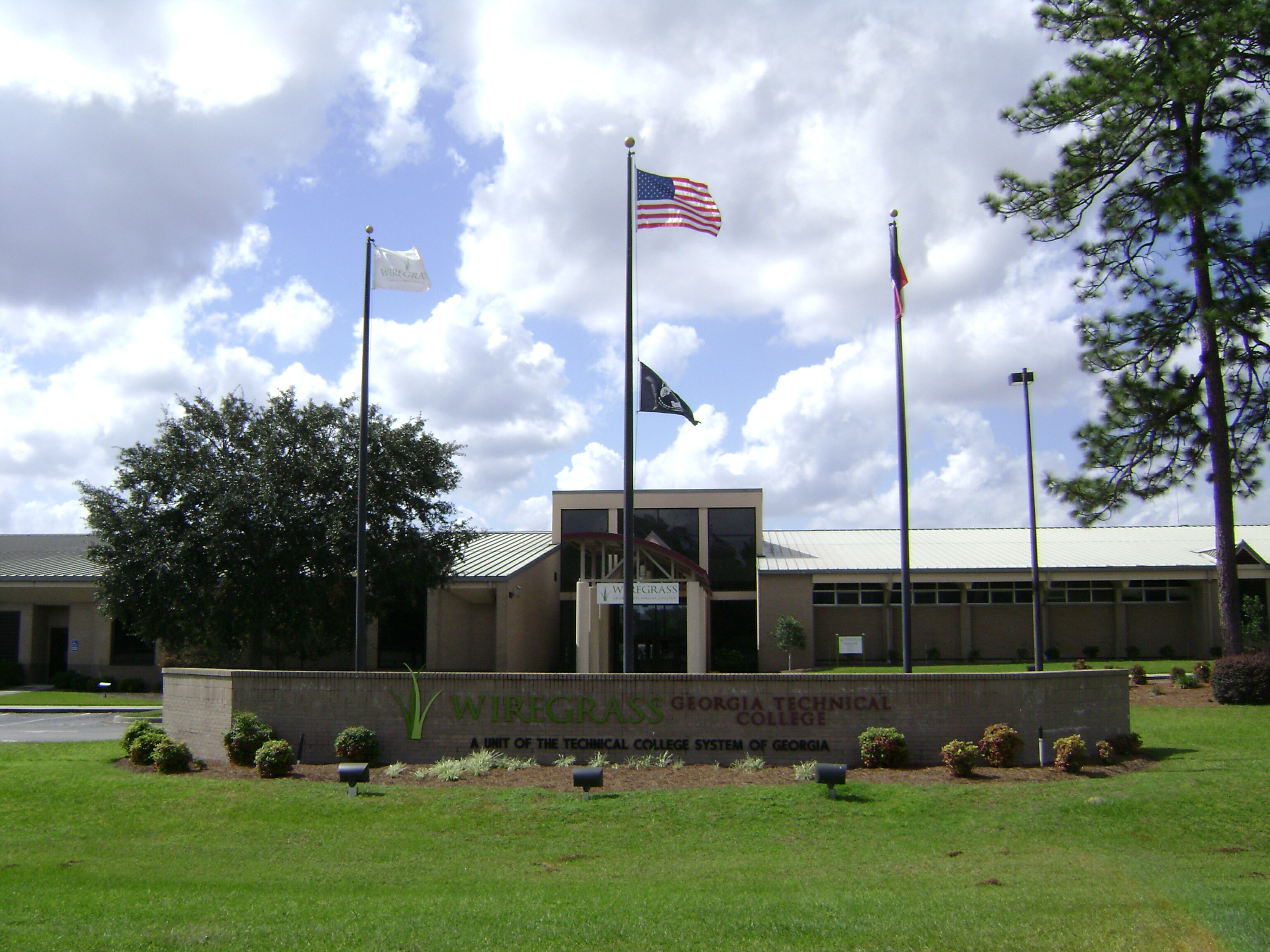

## أعلام
- جاي د. درو
- ملفين إي. تومسون
- ويليام ستانلي ويست
- فريد هاوس
- لورينزو كين
- موليفي كيتي أسانتي
- بيل هيكس
- مونرو ميتشيل
- إليس كلاري

## وصلات خارجية
- City of Valdosta Website
- Cities & Counties - Georgia.gov